# Amba Alagi (canzone)
Amba Alagi (detta anche Canzone dell'Amba Alagi o Il canto di Pietro Toselli) è un brano musicale composto da Alfredo De Blesio e musicato da Dino Olivieri nel 1935. 

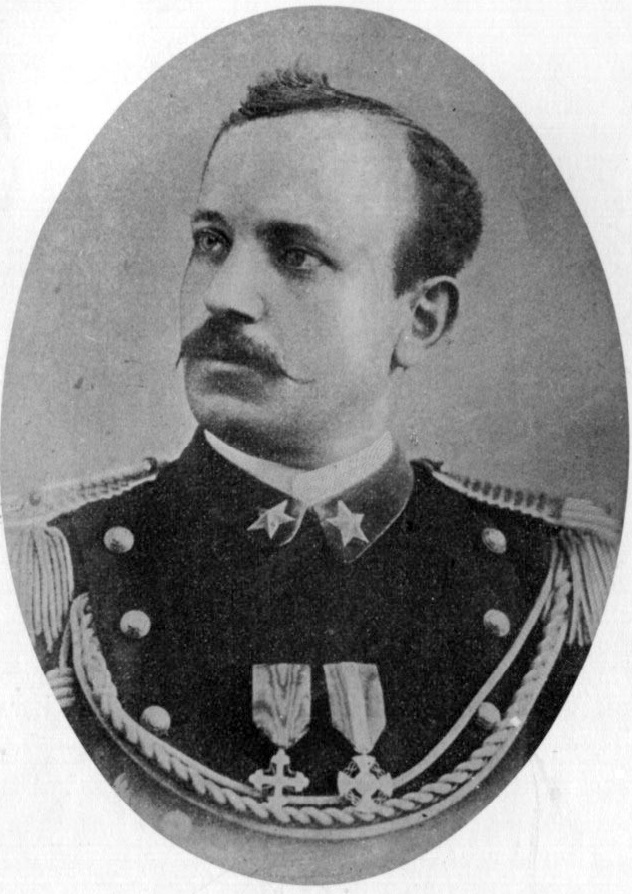
Il maggiore Pietro Toselli, l'eroe di Amba Alagi citato più volte nel testo

Il brano venne composto all'indomani dello scoppio della guerra d'Etiopia nel 1935. 
Il brano si apre con un lungo rimando alla campagna d'Etiopia condotta dall'Italia a fine Ottocento e specificatamente all'episodio che vide come protagonista il maggiore Pietro Toselli che si trovò da solo, abbandonato dall'esercito centrale, a dover fronteggiare gli etiopi sull'Amba Alagi, trovando la morte in combattimento.
La figura di Toselli venne recuperata in occasione della guerra d'Etiopia, divenendo il modello di comportamento per i fascisti  e come martire da vendicare, come viene espresso dalla strofa son quarant'anni che aspetti i tuoi fratelli / eccoci al fine, siamo qui, Toselli.